# Det søde liv til søs
Det Søde Liv til Søs (engelsk originaltitel: The Suite Life on Deck) er en amerikansk ungdoms-TV-serie, der er en spin-off på, og fortsættelse til, Zack og Codys Søde Hotelliv. Den havde premiere i Danmark den 16. januar 2009 på Disney Channel.

## Medvirkende

### Hovedpersonerne
- Brenda Song – London Tipton
- Dylan Sprouse – Zack Martin
- Cole Sprouse – Cody Martin
- Debby Ryan – Bailey Pickett
- Phill Lewis – Mr. Moseby
- Erin Cardillo – Miss Emma Tutweiller
- Matthew Scott Timmons – Woody Fink

### Gæsteskuespillere
- Kim Rhodes – Carey Martin
- Ashley Tisdale – Maddie Fitzpatrick
- Giovonnie Samuels – Nia Moseby
- Charlie Stewart – Bob
- Sophie Tamiko Oda – Barbara Brownstein
- Brian Stepanek – Arwin Hawkhauser

## Danske stemmer
- Sara Poulsen – London Tipton
- Jarl Thiesgaard – Zack Martin
- Jamie Morton – Cody Martin
- Thomas Mørk – Mr. Moseby
- Susanne Breuning
- Lue Støvelbæk – Woody Fink
- Sophie Larsen
- Karoline Munksnas
- Julie Agnete Vang
- Jakob Fals Nygaard
- Emilie Claudius Kruse
- Marie Askehave
- Pilou Asbæk
- Morten Lützhøft
- Oliver Ryborg
- Kasper Leisner
- Maja Iven Ulstrup
- Camilla Tellefsen
- Tara Toya
- Emma Høeg
- Oliver Berg

## Episoder
| Sæson   | Episoder    | Første udsendelse  | Sidste udsendelse |
| ------- | ----------- | ------------------ | ----------------- |
| Sæson 1 | 25 (filmet) | 26. september 2008 | 2009              |

Der er også et tre episoder langt afsnit, der hedder Magi til Søs med Hannah Montana. (Crossover af: Det søde liv til søs, Hannah Montana Og Magi På Waverly Place)

## Internationalt
| Land           | Netværk                       | Premiere           |
| -------------- | ----------------------------- | ------------------ |
| Argentina      | Disney Channel (Sydamerika)   | 15. december 2008  |
| Australien     | Disney Channel (Australien)   | 6. oktober 2008    |
| Canada         | Family Channel                | 13. oktober 2008   |
| Danmark        | Disney Channel (Skandinavien) | 16. januar 2009    |
| Indien         | Disney Channel (Indien)       | 3. november 2008   |
| Japan          | Disney Channel (Japan)        | 13. august 2008    |
| Polen          | Disney Channel (Polen)        | 16. januar 2009    |
| Portugal       | Disney Channel (Portugal)     | 29. januar 2009    |
| Storbritannien | Disney Channel (UK)           | 19. september 2008 |
| Spanien        | Disney Channel (Spanien)      | 29. januar 2009    |
| Tyskland       | Disney Channel (Tyskland)     | 2. februar 2009    |
| USA            | Disney Channel (USA)          | 26. september 2008 |

- Første episode i Storbritannien blev sendt den 19. september 2008, men serien startede officielt i december 2008